# Битва при Думлупынаре

Битва при Думлупынаре (в Турции известна как тур. Başkomutanlık Meydan Muharebesi и тур. Dumlupınar Meydan Muharebesi) — решающее сражение второй греко-турецкой войны, продолжавшееся с 26 по 30 августа 1922 года. Победа в этой битве ежегодно отмечается в Турции 30 августа как День Победы.

## Предыстория
После сражения под Анкарой августа — сентября 1921 года, где победа была близка, греческая Малоазийская экспедиционная армия генерала А. Папуласа, исчерпав все свои материальные ресурсы и не располагая материальными и людскими резервами, в порядке отошла назад, за Сакарью, установив линию обороны от Никомедии до Эскишехира и Афьонкарахисара.
Греческий историк Д. Фотиадис пишет: «тактически мы победили, стратегически мы проиграли». Правительство греческих монархистов удвоило подконтрольную ему территорию в Азии, но возможностями для дальнейшего наступления не располагало. Не решив вопрос с греческим населением региона, правительство не решалось эвакуировать армию из Малой Азии. Фронт застыл на год. Новая линия фронта образовывала дугу протяжённостью в 800 км в направлении север-юг по холмистой местности, предположительно удобной для обороны. От Афьонкарахисара и на запад, до Ушака, фронт шёл параллельно одноколейной железной дороге, которая была единственной линией снабжения основных сил греческой армии.

## Политический и стратегический тупик
Командование греческой армии отдавало себе отчёт о реальном положении и письмом генерала А. Папуласа от 21 сентября информировало правительство, что после девяти лет непрерывных войн требуется завершение похода и политический выход из тупика. Правительство монархистов осознавало угрозу, но позиционируя себя победителем, не могло отступить и прибегло к софизмам. Выступая в парламенте 15 октября 1921 года премьер Д. Гунарис заявлял, что Севрский мирный договор присудил нам 16 тыс. км², в то время как сейчас мы контролируем 100 тыс. кв. км. В первом случае население региона едва достигало 1 млн, во втором 3 млн.

### Предложения сократить протяжённость линии фронта
Генерал А. Мазаракис пишет, что было трагической ошибкой, что греческая армия, после отхода от Анкары, заняла позиции пассивной обороны, отказавшись от любой операционной инициативы. Эту политику провозглашали и правительство и СМИ. Но подобная политика давала туркам свободу действий там где они хотели, силами какими они хотели, в каком либо одном месте этого слабого фронта. «Все без исключения военные и политические аналитики считают, что причиной прорыва была недостаточность сил для фронта протяжённостью в 800 км». Даже там, где плотность была большей, между дивизиями существовали незащищённые участки в 15-30 км. Армия продолжала удерживать фронт «колоссальной протяжённости, по отношению к располагаемым силам», что согласно А. Мазаракиса, кроме политических ошибок, стало основной причиной последовавшей катастрофы.
Историки войны задаются вопросом, почему политические и военные лидеры монархистов не видели очевидных истин и приходят к выводу о наличии двух причин:
- Первая причина была политической. Позиционируя себя победителем, правительство монархистов не могло оставить даже Карахисар и отойти на удобные для обороны позиции в Думлупынаре, как это сделал в 1921 году командующий I первого корпуса А. Кондулис.

Результатом того отхода стала последующая «блестящая победа» I корпуса греческой армии над турками при Думлупынаре (1921).
- Вторая причина была военной. Военное министерство монархистов полагало, что контролируя железную дорогу Афьонкарахисар — Эскишехир, оно создавало тупиковую ситуацию для снабжения кемалистов, но это было ошибочным.

Кемаль оставался в Анкаре, но перевёл основную массу своей армии в Иконио, под командование И. Инёню. То есть на железную дорогу, которая соединяла силы его Южного фронта с портами Мерсин и Атталия, откуда его снабжали номинальные союзники греков, французы и итальянцы.

## Финансовый кризис
В то время как кемалисты наращивали свои силы, получая финансовую и военную помощь из Советской России и от номинальных союзников Греции, французов и итальянцев, Греция не располагала финансами для продолжения войны. Пятимесячный тур премьера Д. Гунариса по союзным столицам, был безрезультатным.
Лишь Ллойд Джордж на словах высказал симпатии и поддержку греческих национальных прав, при условии «что греческая армия будет удерживать позиции, которая она занимает сейчас». Д.Фотиадис пишет, что последнее объясняется просто: Оставаясь в Прусе и Киосе, греческая армия являлась «щитом для небольших британских сил, контролировавших Черноморские проливы». Эта услуга британским интересам могла бы отчасти быть аргументом для сохранения протяжённой линии фронта, если бы Греция получила что то взамен. Однако Ллойд Джордж отказал Гунарису в предоставлении государственного займа и предложил ему «пустую корзину»: Гунарису разрешалось получить частный заём на лондонской бирже, что он и попытался сделать. Но в его «корзину» не упал ни один шиллинг.
Гунарис запросил штаб Малоазийской армии о состоянии дел, но ответ был неутешительным: турки превосходят греческую армию в числах, в особенности в кавалерии и артиллерии, а теперь и в авиации, благодаря самолётам, которые им предоставили французы и Советская Россия. В январе 1922 года авиация кемалистов получила от французов 20 самолётов Breguet и Spad, а также 10 итальянских самолётов. В тот же период, истощение финансов Греции способствовало износу самолётов греческой авиации и делало её потери невосполнимыми. Греческие самолёты безуспешно гонялись за новыми турецкими самолётами, проигрывая им в скорости.
Греческой армии были необходимы финансы, военные средства, люди, автомобили, орудия. Достаточно сказать, что на всей линии фронта греческая армия располагала всего 40 тяжёлыми орудиями эпохи Балканских и Первой мировой войн. Если этого нельзя было обеспечить, не оставалось ничего другого как эвакуировать армию из Малой Азии. Вояж Гунариса потерпел фиаско, займа он не получил, была потеряна даже моральная поддержка, французы и итальянцы уже официально были союзниками Кемаля, Греции было отказано в праве проводить досмотр судов идущих в турецкие порты. В результате Гунарис подал в отставку 29 апреля 1922 года. Премьером стал Н. Стратос.

### Внутренний заём
К 1921 году Малоазийский поход стоил Греции сумму эквивалентную 100 млн долларов США по курсу 1921 года. К 1922 году был напечатан большой объём ничем не покрытых банкнот. Не располагая финансами для продолжения войны и без поддержки союзников греческое правительство искало выход из положения. Министр финансов П. Протопападакис был вынужден предложить оригинальный для истории мировых финансов, способ немедленного приобретения денег для казны. Все банкноты в обращении были рассечены. Левая часть продолжала использоваться владельцем банкноты, но сохраняла только половину своего номинального значения. Правая часть, также имевшая половину номинального значения, использовалась для приобретения государственных облигаций. Так 24 марта 1922 года, греческое государство, которое с 1912 года 10 лет находилось постоянно в войнах, получило полтора миллиарда драхм, что дало правительству возможность продолжить войну ещё несколько месяцев.

## Автономия Ионии
В создавшемся положении, у греческого населения Ионии созрела идея автономии, следуя послевоенной идеологеме о праве наций на самоуправление, чтобы выйти из дипломатического треугольника Греция-союзники-Кемаль. Идея была поддержана движением «Национальная оборона» отставных офицеров сторонников Венизелоса в Константинополе, которые вышли с этим предложением на командующего армии в Малой Азии, А. Папуласа, и который выразил своё понимание и согласие. Движение было поддержано митрополитом Смирны Хризостомом и Константинопольским Патриархом Мелетием. Малоазийские греки заявили, что готовы предоставить на первые расходы нового государства четверть своего имущества. Хризостом просил оставить греческую армию на 3 месяца для организации собственных сил самообороны, ожидая также прибытия греческих добровольцев со всего мира, после чего Греция могла эвакуировать свои войска. Однако движение автономии было встречено в штыки правительством в Афинах. В итоге Папулас стал для правительства подозрительным и было принято решение его замены. Не скрывая своих разногласий с правительством, генерал Папулас подал в отставку.

## «Командующий катастрофы»
Вместо А. Папуласа командующим Малоазийской армией был назначен родственник премьера Н. Стратоса, «неуравновешенный» Г. Хадзианестис, до того командир IV корпуса, расположенного в Восточной Фракии и с 1920 года не принимавшего участия в военных действиях. Оценки как греческих, так и иностранных историков относительно нового командующего, его действий или бездействия как минимум сводятся к фразе «худшего выбора не могло и быть». Мазаракис пишет, что премьер Н. Стратос не мог не знать о непригодности своего родственника и что как минимум странно, что Гунарис, который в 1916 году, будучи военным министром, снял Хадзианестиса с поста командующего V дивизии «за неспособностью», не высказал возражений. Более того, современники и историки свидетельствуют, что генерал Хадианестис был человеком «неуравновешенным». Маркезинис именует его эксцентричным, своенравным и мелочным. Джордж Хортон, будучи консулом США в Смирне, знал Хадзианестиса лично и описывает его как красивого, высокого, худощавого и ухоженного офицера, слывшего также «сердцеедом». При этом Хортон также подтверждает, что он был «душевно неуравновешенным». Ллойд Джордж писал, что Хадзианестис жил с болезненной иллюзией, что его «ноги были из сахара и настолько хрупкие, что если он будет стоять, они надломятся». David Walder в своей книге «The Chanak affair» доходит до того, что на этом основании ставит под сомнение военные способности Кемаля, который сумел победить греческую армию только тогда, «когда её командующим стал человек, который думал, что у него стеклянные ноги». Суммируя эти свидетельства, Д. Фотиадис пишет, что их следует рассматривать как гиперболу, «иначе нам придётся признать, что командующим Малоазийской армией был полусумасшедший». Большее значение Д. Фотиадис придаёт свидетельству генерала А. Мазаракиса, что командующим Малоазийской армии стал офицер, «непригодный и в мирное время командовать даже дивизией».

### Первые действия Хадзианестиса
Хадзианестис прибыл в Смирну 23 мая 1922 года. А. Мазаракис пишет о всеобщем разочаровании офицеров гарнизона. Через три дня после принятия должности он начал инспекцию фронта, которая затянулась на 15 дней. На тот момент Малоазийская армия была разделена на «Северную группу» со штабом в Эскишехире, в которую входил III корпус, и «Южную группу», в которую входили I и II корпуса армии. Хадзианестис в своём эгоцентризме нашёл, что эта структура уменьшала его власть, и принял решение нарушить её.
I Корпус (I, IV, V и XII дивизии) и II Корпус (II, VII, IX и XIII дивизии) перешли под его непосредственное командование, что ослабляло Южную группу, которая в случае внезапного кризиса должна была координировать действия этих двух корпусов из штаба в Смирне, находившегося в 420 км от фронта. Вернувшись в Смирну, он доложил военному министерству в Афинах, что если турецкая армия предпримет наступление, она потерпит поражение.
Он также оставил за собой командование IV корпусом во Фракии. Вторым шагом стала его «бредовая идея» занять Константинополь силами двух дивизий, в качестве шантажа союзников и Кемаля. Ещё до отбытия из Афин правительство и Хадзианестис приняли решение шантажировать Кемаля и союзников занятием Константинополя. Это казалось им не только возможным, но и единственным шагом, который оставалось им предпринять. Греческие войска стояли всего в 60 км от Константинополя. Если IV греческий корпус в Восточной Фракии будет усилен несколькими частями, занятие Константинополя становилось военной прогулкой. Как пишет в своих мемуарах генерал Спиридонос, по прибытии в Малую Азию Хадзианестис был занят исключительно этой идеей. Его не беспокоило выступление греческого фронта в Карахисаре, сколько беспокоило турецкое выступление на азиатском перешейке Никомедии напротив Константинополя. Окончательные решения о Константинопольской операции были приняты на совете министров в Керацини (Пирей), на борту броненосца «Авероф». На вопрос военного министра, можно ли без последствий перебросить части из Малой Азии во Фракию, Хадзианестис ответил: «Без никакой опасности». Фотиадис пишет, что ответ становится «непостижимый разумом», когда и всех сил Малоазийской армии не хватало для удержания фронта такой протяжённости. В момент, когда Кемаль собирал все свои силы для будущего наступления, Хадзианестис принял решение перебросить 21 тыс. солдат из Малой Азии во Фракию, оголяя и без того неплотную линию фронта. Хортон пишет, что только из-за этого его решения «послать цвет армии угрожать Константинополю в момент, когда эти части были крайне необходимы на фронте, Хадзианестис заслуживал отправки в психиатрическое заведение». Планы и действия поддерживаемого правительством Хадзианестиса вынудили подать в отставку ряд штабистов и боевых офицеров.
Однако по-прежнему соблюдая дипломатический такт со своими номинальными союзниками, правительство монархистов информировало о своём решении и просило союзников дать указание своим частям не препятствовать занятию города, что было своего рода угрозой.
Шантаж не удался. Союзники объявили 28 июля о нерушимости статуса османской столицы и 31 июля информировали, что дали указание своим частям остановить любое продвижение греческой армии к Константинополю.
При этом Ллойд Джордж в своей гневном антитурецком выступлении в Палате Общин 4 августа 1922 года обвинял союзников, что в то время как они мешают грекам занять Константинополь и вести войну так, как они считают нужным, турки получают оружие из Европы. Речь Ллойд Джорджа обеспокоила Кемаля, опасавшегося, что Британия может оставить политику нейтралитета и он решился, через год после относительного затишья, предпринять своё наступление.

## Решение турок о наступлении
M. Кемаль, назначенный главнокомандующим правительством Великого национального собрания, будучи офицером с военным опытом, не мог недооценить греческую армию, которая непрерывно наступала с 1919 года.
Даже отход от Анкары в 1921 году был совершён греческой армией в полном порядке и только после того как были исчерпаны её материальные ресурсы.
Несмотря на растущее давление Национального собрания, M. Кемаль медлил и использовал передышку чтобы укрепить свои силы.
Одновременно, обеспечив поддержку французов и итальянцев, он предпринимал шаги, с целью обеспечить как минимум нейтралитет англичан.
Однако в военном отношении он не был уверен, что его силы готовы к наступлению против греческой армии.
Зная что турецкие войска достаточны только для одного крупного наступления, он усилил турецкую I армию Нуреддина-паши, которая была развёрнута против южного фланга греческого выступа у Афьонкарахисара.
В случае наступления предполагалось, что I армия будет атаковать на север, против позиций I греческого корпуса юго-западу от Карахисара. V кавалерийский корпус должен был проникнуть через менее охраняемые греческие позиции в долине Кирка и выйти за греческую линию фронта.
II армия будет атаковать к западу, против греческих позиций к северу от Карахисара.
Первой целью было перерезать железнодорожные линии Смирна-Карахисар и Карахисар-Эскишехир, отрезая греческие силы в Карахисаре от Смирны и III греческого корпуса в Эскишехире.
Далее, I и II турецкие армии должны были встретиться южнее Кютахьи, замкнув кольцо вокруг греческих сил в Карахисаре.
Но после того как греческая армия легко и с большими потерями для турок отбила у села Шавран на юге локальную атаку двух турецких дивизий, сомнения Кемаля в успехе будущего наступления усилились и он не решался наступать.
Дуглас Дакин и многие греческие историки считают, что именно «бредовая идея» Хадзианестиса и переброска им во Фракию сил для занятия Константинополя, а также речь Ллойд Джорджа в Палате Общин 4 августа, которую Кемаль счёл признаком того, что Британия может оставить политику нейтралитета, стали теми факторами, которые способствовали принятию Кемалем решения предпринять наконец своё наступление:353.
М. Исмет, из своего штаба в Иконио, в своём приказе «готовиться к последней попытке», писал: «враг занятый во Фракии военными приготовлениями».
Кемаль, который до того колебался, поскольку знал, что боевой дух его армии оставался низким, счёл что пришёл благоприятный час:173.

## Фронт
Фронт начинался от Киоса на Мраморном море, шёл к Эскишехиру — Кютахье — Карахисару и, поворачиваясь на юго-запад, заканчивался в устье Меандра. В апреле 1922 года греческая армия была вынуждена удлинить фронт на юге до Сёке, откуда ушли итальянцы:353.
Протяжённость фронта указывается от 600 км (Спиридонос) до 800 км (К. Канелопулос). Д. Фотиадис отмечает, что второй ближе к истине.
Расстояние от штаба армии в Смирне до самого критического участка фронта было 420 км.
Центром снабжения I и II греческих корпусов был Ушак, расположенный на железной дороге Смирна — Карахисар, в 80 км от последнего.
Фотиадис пишет, что одного взгляда на карту будет достаточно, чтобы оценить насколько опасным был т. н. «Выступ Афьона», где была сконцентрирована основная масса греческой армии.
Её крайний правый фланг, где располагались I и IV дивизии, находился всего в 15 км от железной дороги, являвшейся единственным путём снабжения I и II корпусов:173.
«Это антистратегическое расположение», пишет Д. Фотиадис, «просто провоцировало неприятеля ударить в это место, с возможностью отрезать и окружить основную массу армии, что собственно и произошло».
Кроме стратегической ошибки в расположении армии, у штаба армии в Смирне по сути не было плана на случай турецкого наступления.

## Накануне турецкого наступления
Стремясь сохранить план в тайне, турецкое командование запретило любое сообщение войск со внешним миром. Все перегруппировки войск турки осуществляли только ночью; солдатам и офицерам говорилось, что войска передвигают с целью отражения предполагаемого наступления греческих войск.
При всей секретности подготовки турецкого наступления, греческая армия знала, что турки вскоре будут наступать.
Турецкий кавалерийский офицер, взятый в плен в Демерли, в категорической форме заявлял, что Кемаль будет наступать в августе.
Для введения в заблуждение греческого командования, Кемаль атаковал 21 августа на юге против греческого плацдарма Ортанжи в долине Меандра, взяв в плен несколько десятков греческих солдат. В тот же день турецкий дезертир информировал, что с минуты на минуту начнётся турецкое генеральное наступление.
50 самолётов переданных туркам в начале 1922 года французскими «союзниками», «непрерывно бороздили небо над выступом Эскишехира» и фиксировали с воздуха греческие позиции. Каждую ночь греческие посты вокруг Карахисара докладывали о перемещениях вражеских частей.
I греческий корпус уже с 21 августа был абсолютно уверен из информации собранной его разведчиками, что турецкое наступление ожидается в течение последующих дней и докладывал об этом в штаб армии. Но штаб армии оставался пассивным.
Как пишет генерал Спиридонос, «враг беспрепятственно готовился атаковать Выступ».
Вместо того чтобы немедленно отправиться на фронт, Хадзианестис оставался в Смирне, в то время как Кемаль расположился в артиллерийском наблюдательном пункте, чтобы руководить сражением. Хортон пишет, что «жалкий» Хадзианестис был занят ремонтом и меблировкой своей дачи в Смирне. При относительном равенстве сил, Кемаль использовал возможность сконцентрировать против правого греческого фланга превосходящие силы.
Согласно греческой историографии, план Кемаля был простым, но «блестящим в исполнении» и ставил целью перерезать единственную артерию снабжения греческой армии, каковой была железная дорога Ушак — Думлупынар с Карахисаром.
В случае успеха, основная масса греческой армии была бы вынуждена искать выход в северо-западном направлении, в горных массивах без дорог, и в этой попытке была бы окружена и разбита.
Кемаль искал не просто возможность отбросить греческую армию на запад, но преследовал цель полной победы.

## Начало турецкого наступления
В ночь с 25 на 26 августа перед греческими позициями в Акар Даге сконцентрировались 12 турецких пехотных и 4 кавалерийских дивизий Турецкий штаб и Кемаль расположились в прекрасном наблюдательном пункте на холме Коджатепе (Kocatepe).
Кемаль позже заявлял перед Национальным собранием, что пункт позволял наблюдать за действиями противника без бинокля.

### Прелюдия наступления
Задолго до турецкого наступления и изучая топографию региона, командир I корпуса, генерал Н. Трикупис, обозначил «козью тропу» в ущелье Кирка (Чай Хисар) в горах Акар Даг как непроходимую. На замечание своего штабиста, что он не считает тропу непроходимой и что пройдя по ней турки смогут окружить греческие позиции, Трикупис ответил в стиле наполеоновских изречений «окружающий будет окружён». Ночью и за несколько часов до начала наступления, целых три турецкие дивизии V кавалерийского корпуса (I, II и XIV) под командованием Фахреддина Алтая и дивизион горной артиллерии, имея при себе рацию, начали своё трудное восхождение по этой козьей тропе. Для этого турки спешились и, ведя коней за уздечки, шли один за другим линией в несколько километров. Позже, Фахредин Алтай говорил, что приближаясь к вершине его агония возрастала и добавил, что «если бы там находился хоть один греческий батальон, то наша кавалерия была бы уничтожена». Стоявшие на выходе из ущелья греческие патрули в несколько десятков солдат, вооружённых винтовками, были не в состоянии остановить турецкие дивизии и лишь не надолго задержали их продвижение.
Изречение Трикуписа не было подтверждено и вскоре турецкая кавалерия быстро продвинулась и к 16:00 заняла маленькую железнодорожную станцию Кючюккёй в 50 км восточнее Думлупынара, отрезав телефонную и телеграфную связь и возможность снабжения греческих частей находившихся восточнее станции. Тем временем, находившаяся в Ушаке греческая кавалерийская дивизия под командованием А. Калинскиса и А. Папагоса, следуя начальным указаниям штаба армии, не проявила инициативы и продолжала бездействовать, хотя могла быстрым движение к Думлупынару обеспечить его оборону и коридор для выхода большей части греческой армии из только намечавшегося на тот момент котла.

### «Большое наступление»
На рассвете в 04:30 26 августа 200 орудий, некоторые из них новейшие для той эпохи, начали огонь на 40 км линии фронта, от Синан Паша (I греческая дивизия) до позиций 15 км западнее Карахисара (IV греческая дивизия), то есть на стыке двух греческих дивизий. Кемаль рапортовал Национальному собранию: «Наступление началось, Иншааллах».
Греческая историография отмечает что артобстрел был произведён «с исключительной меткостью», «вскапывая всё» и что было видно что наступление было организовано самым лучшим образом. Греческая артиллерия ответила, но без успеха, поскольку и новейшие турецкие орудия и более старые орудия австрийской фирмы «Шкода» имели бо́льшую дальность стрельбы по сравнению с греческими и вели огонь с недосягаемых для греческой артиллерии дистанций. Обстрел привёл к большим потерям в передовых греческих пехотных батальонах (некоторые из них потеряли до 50 % личного состава только по причине артобстрела и неадекватно оборудованных траншей).
После полутора часа шквального огня, турецкая, артиллерия перенесла огонь вглубь греческого расположения и в атаку пошла пехота.
Турецкие I армия Нуреддин-паши и II армия Якупа Субаши атаковали одновременно. После артиллерийского баража последовала генеральная атака 7 пехотных дивизий I и IV турецких корпусов, против 2 греческих дивизий (I и IV). Ситуация для греческого Ι корпуса почти сразу стала критической, поскольку он столкнулся с превосходящими силами и вскоре все резервы корпуса были задействованы в сражении. Однако командир корпуса Н. Трикупис не проявлял инициативы, ожидая приказа из Смирны. Турецкая атака была сосредоточена главным образом на стыке греческих I и IV дивизий. К полудню турецкий I корпус сумел вступить в окопы греческой I дивизии.
Атака II турецкой армии, произведённая после мощной артподготовки, застала греков врасплох и позволила занять несколько позиций V греческой дивизии (I корпуса). Повторные турецкие атаки не имели большого успеха. Получив подкрепления, греческая V дивизия провела контратаки и восстановила первоначальную линию фронта. В 07:30 после жестокого боя турки заняли Камлар в секторе IV греческой дивизии. Через полчаса 49-й греческий полк, которому, как пишет Д. Фотиадис, «к сожалению», были доверены сильные позиции Тилки — Кири — Бел, в панике бросил свои позиции. Генерал-майор К. Канеллопулос пишет, что полк оставил позиции без борьбы, в позорном бегстве и «что ни одного подобного примера нет в истории малоазийской армии». Однако в Малоазийской армии не было и другого подобного полка — полк полностью состоял из резервистов старого призыва, вновь мобилизованных дезертиров и уголовников, и возглавлял его офицер из службы снабжения. Генерал Булалас, который тогда в звании капитана руководил 3-м отделом штаба I дивизии пишет, что направляясь утром с начальником штаба дивизии к Тилки — Кири — Бел встретил толпу раненных этого полка, с ранами на запястье левой руки, что указывало на саморанение и было подтверждено врачами.
Турки продолжали атаку по направлению к Календжику. IV дивизия, получив в подкрепление 5/42 полк эвзонов и одну артиллерийскую батарею, сумела временно удержать линию фронта. Решад-бей, комдив LVII-й турецкой дивизии, обещавший Кемалю за час взять высоту 1310 у Хасан — Бел, которую защищал 5/42 полк эвзонов полковника Н. Пластираса, не сумел этого сделать и покончил жизнь самоубийством. Ближе к вечеру VII греческая дивизия, переброшенная в качестве подкрепления из II греческого корпуса, с помощью сил IV дивизии сумела отбить у турок позиции Тилки — Кири — Бел, брошенные ранее 49-м полком.
II турецкая армия атаковала также позиции III греческого корпуса на севере, сковывая его силы и предотвращая возможности оказания им помощи II корпусу.

## Руководство сражением из Смирны
Греческий штаб в Смирне не имел ясной картины обстановки. С 07:00 I корпус информировал штаб армии рядом телеграмм, что враг начал ожидаемое наступление. Однако Хадзианестис только к вечеру выслал свой приказ корпусам, который, согласно Д. Фотиадису, начинается «неповторимой фразой»: «армия, не желая подвергнуться инициативе врага, предпримет атаку, одного только порыва которой достаточно разбить его позиции, с объективной целью отбросить врага южнее его линий снабжения».
Фотиадис пишет, что это была драма: Кемаль находился на линии фронта, в то время как Хадзианестис, вместо того чтобы отправиться на фронт, издавал приказы согласно своему желаемому, но не объективной реальности. Генерал Спиридонос пишет, что турецкое командование принимало решения непосредственно на поле боя, имея непосредственную картину, в то время как греческое командование, находясь на расстоянии 420 км, получая информацию и отдавая приказы по рации, тратило как минимум 4 часа на составлении телеграммы, её шифровку, отправку, дешифровку и передачу, тогда как между тем обстановка менялась каждые четверть часа. После рокового роспуска Хадзианестисом Южной группы Карахисара, решающее сражение началось для греческой армии без командующего на фронте.
В приказе в 23:00 26 августа I и II корпусам армии штаб выражал своё мнение, что турки ещё не выявили основную ось своего наступления. Штаб армии повторил свой первоначальный план, приказав греческому II корпусу готовиться к контрнаступлению на турецкий правый фланг, в то время как I корпус будет удерживать свои позиции. Контрнаступление предполагалось начать 28 августа. Эти приказы прямым образом противоречили распоряжениям I корпуса данным II корпусу, и впоследствии I корпус приказал II корпусу прекратить всякую подготовку к контрнаступлению и возобновить отправку своих частей на юг, что усилить потрёпанные I и IV дивизии. Из-за нарушения связи, греческий штаб армии в Смирне не получил уведомлений I и II корпусов и оставался под впечатлением что всё шло согласно его приказа.

### «Шаг за шагом»
I и II греческие корпуса были расположены рядом. Однако когда I корпус был на грани разгрома, поскольку на него были обрушены основные силы турок, II корпус оставался безучастным наблюдателем.
XII дивизия, находившаяся северо-восточнее Карахисара непрерывно посылала разведывательные патрули на большую глубину за линию фронта, и все докладывали, что нигде не встречали больших концентраций турок. Турки оставили малые силы напротив II корпуса. Однако, чтобы ввести греческое командование в заблуждение, они совершили локальную атаку, которую командир корпуса генерал Д. Димарас счёл прелюдией генеральной атаки. Когда Трикупис попросил чтобы IX дивизия оказала помощь жестокой борьбе, Димарас послал только один полк, оправдываясь, что и сам находится в опасности перед наступлением, которое начнётся с минуты на минуту. Передача IX дивизии I корпусу Трикуписа была произведена с опозданием, но было уже поздно.
В создавшейся обстановке, Трикупис телеграфировал в штаб армии, что приказы штаба невыполнимы и что, напротив, он должен решить вопрос всеобщего отхода.
Штаб армии ответил, что если он будет вынужден отойти, то отход следует произвести «шаг за шагом», «как будто», как пишет Г. Румис, «речь шла о обороне Акрополя».

## Прорыв фронта
На следующее утро турки бросили бо́льшую часть своих сил против IV дивизии, преследуя цель закрепить прорыв достигнутый кавалерией в предыдущий день и окончательно прервать связь греческих частей с Думлупынаром. Турки сумели занять «Пилообразную скалу» и центр греческого сопротивления в Камелар. Трикупис в 09:00 информировал штаб армии, что 10 турецких дивизий атакуют его корпус и во избежание катастрофы просит оказать ему помощь всеми силами II и III корпусов.
Штаб армии в Смирне потерял контроль над ситуацией. В своих распоряжениях в 17:30 27 августа, он приказывал I корпусу контратаковать и восстановить первоначальную линию фронта, или если это невозможно, отойти с боем, в то время как II корпус должен был контратаковать в направлении Чобанлар (Çobanlar, к юго-востоку от Карахисара).
Получив информацию, что IV дивизия сломлена и что обстановка стремительно ухудшалась, Трикупис осознал, что задержка с отходом будет смертельной опасностью и к полудню приказал оставить Карахисар и отойти к западу, к Думлупынару. В спешном оставлении Афьона была утеряна рация штаба I греческого корпуса. Ампелас пишет, что радисты по ошибке погрузили рацию в вагон, который ушёл на север, в Эскишехир. Штаб I корпуса впредь был вынужден посылать свои шифрованные телеграммы в штаб II корпуса, а тот пересылал их в штаб армии в Смирну.
Не понаслышке зная о турецких зверствах, около 20 тыс. греческих и армянских жителей Карахисара и региона последовали за отступающими частями, придавая армейским колоннам картину сомнительной дисциплины.
Однако в тот же момент, «как наибольшая историческая ирония», в центр греческой обороны в Кирке прибыли 40 дезертиров из VI турецкой дивизии, «безошибочный знак низкого морального духа врага», пишет генерал Булалас. Д. Фотиадис добавляет, что является трагическим фактом то, «что самое большое поражение нашей истории мы понесли от врага у которого не было морального духа». Спиридонос, возвращаясь к теме командования пишет, что в то время как I корпус подвергался разгрому, II корпус, не смея нарушить приказы штаба армии, поступающие за 400 км, поддерживал I корпус по большей части морально. В завершение Спиридонос пишет, что такого скандального благоприятствования планам Кемаля не смог бы пожелать и сам Кемаль. В то же время, турки наконец опрокинули IV дивизию которая удерживала высоты Ак Дага, прорвав безвозвратно линию фронта, и турецкие дивизии хлынули к железной дороге Думлупынар — Карахисар.

## Две колонны
В 02:00 28 августа штаб Малоазийской армии отменил предыдущие приказы о контратаке, и подчинил II корпус и одну дивизию III корпуса под командование Ι корпуса генерала Трикуписа. 28 августа Южная группа греческой армии оказалась разделённой на две группы. Первая, была образована I и VII дивизиями и наибольшей частью IV дивизии и отрядами Луфаса и полковника Н. Пластираса, оказавшихся слева от прорыва. Эту группу, имевшую возможность отступить к Ушаку, возглавил комдив I дивизии генерал А. Франгу. Трикупис собирался организовать вторую линию обороны с помощью А. Франгу, но тот не знал о его намерениях и видя что турки движутся к Думлупынару, отрезая путь к отходу, решил опередить их и также двинуться к Думлупынару.
Франгу, вышел на I Корпус ещё в 18:30 27 августа, через посыльных, но не получил никаких письменных указаний. Разведывательная конная группа I дивизии, под командованием лейтенанта Накиса, встретилась в полдень того же дня на перевале Улуджак с разведывательной группой IX дивизии, под командованием лейтенанта Кавриса. Согласно докладу греческих разведчиков, с перевала были видны «орды турок в долине Душ Агач, стремившихся перекрыть путь к Думлупынару». Каврис также видел на высотах арьергард Пластираса и через полчаса доложил о увиденном своему комдиву П. Гардикасу. Гардикас прибыл в штаб I Корпуса в 16:30 и настоятельно рекомендовал совершить ночной марш через горы к Думлупынару.
Но Трикупис категорически отказался от предложения, заявив что «он ожидает приказ штаба армии». Отход Группы Франгу (I и VII дивизии, остатки разбитой IV дивизии, два батальона XII дивизии и другие малые части) в направлении Думлупынара состоялся в ночь с 27 на 28 августа. Арьергард Пластираса остался на позиции Хасан Деде Тепе.
Медлительность Трикуписа в принятии решений привела к тому, что его группа потеряла контакт с группой Франгу и между ними образовалась брешь в 25 км. Это не осталось незамеченным Кемалем. Турки ринулись всеми своими силами в эту брешь, в то время как их кавалерия предотвращала возможность контакта между двумя отступающими греческими группами.
Трикупис дал своей Группе (V, IX, XII, XIII и остатки IV дивизий) возможность отдохнуть. В 05:00 28 августа Группа Трикуписа начала движение на северо-запад, с надеждой обойти наступавшего врага и также дойти к Ушаку, избегая опасности окружения, которая вырисовывалась всё более очевидно. Не зная об отходе частей Группы Франгу, колонна греческой IV дивизии была застигнута врасплох турецкой атакой в 07:00, и понесла тяжёлые потери. Греческая IX дивизия полковника П. Гардикаса, на своём пути на запад, примерно в 07:00 разбила турецкую II кавалерийскую дивизию (V кавалерийского корпуса), пытавшуюся перекрыть ей путь на запад, и нанесла ей большие потери, включая пленных и захваченные орудия. Все орудия были с русскими надписями — как пишет Я. Капсис, «подарок Ленина». Впоследствии, II кавалерийская дивизия была выведена турками из строя и введена в резерв. Остальные силы Группы Трикуписа (V, XII и XIII дивизии) отошли на запад без проблем. Группа Трикуписа провела ночь 28-29 августа около Олучака (Olucak).
Одновременно части «Группы Франгу» находились под давлением турецкого IV корпуса и развернули линию фронта вокруг Башкимсе (Başkimse). После неоднократных неудачных попыток установить связь по рации с I корпусом, Франгу приказал своим частям начать отход на позиции Думлупынара в 16:00.
В течение ночи 28-29 августа турецкий VI корпус (II армии) продвинулся на запад и вышел к северу от Группы Трикуписа. Турецкие V кавалерийский корпус и части I армии (I, II и IV корпуса) подошли к греческим группам Франгу и Трикуписа.
Турецкий I корпус продвинулся в сторону Думлупынара и вступил в контакт с Группой Франгу, в то время как турецкие V кавалерийский корпус и IV корпус отделили группы Трикуписа и Франгу одну от другой.
Группа Трикуписа была по существу окружена.

### Бой при Илбулаке — Хамуркёе[12]
В 05:00 29 августа все части Группы Франгу достигли позиций вокруг Думлупынара в порядке, несмотря на давление турецкого IV корпуса. Группа Франгу подверглась утром 29 августа мощной атаке в районе села Карагёсели, но удержала свои позиции. В полдень Пластирас запросил разрешения контратаковать в восточном направлении, чтобы соединиться с Трикуписом. Франгу разрешения не дал, что по мнению историка Я, Капсиса обрекло группу Трикуписа. С закатом солнца, он дал приказ своим частям отойти дальше на запад, к Исламкёю.
Группа Трикуписа начала движение на запад утром 29 августа. ΙΧ дивизия выступила по дороге на Хамуркёй в 04:30 29 августа, в голове колонны отступающей группы Трикуписа. Сразу за ней шли части разбитой IV дивизии.
Греческие части вступили в расположение турецких V и IV корпусов. Трикупис приказал своей IX дивизии атаковать, прорвать турецкую линию и открыть дорогу на Думлупынар.
В 06:00 ΙΧ дивизия вступила в бой с первыми турецкими частями вставшими на её пути. К 09:00 дивизия вступила в отчаянный бой с тремя дивизиями турецкого IV корпуса.
Турецкие силы атаковали также с восточного фланга Группы Трикуписа, на позиции греческой XII дивизии. Трикупис постепенно задействовал V и IV дивизии в обороне своей Группы, сохраняя XIII дивизию в резерве.
К 10:30 обстановка стала драматической. Моральный дух солдат не спавших и не евших с 26 августа и осознававших, что они в окружении, был поколеблен. Натиск противника, к которому подходили всё новые и новые силы, усиливался. Артиллерия дивизии действовала неприкрытая на одной линии с пехотой. Комдив IX греческой дивизии, полковник Гардикас, был вынужден неоднократно лично вмешаться, чтобы удержать линию обороны.
XIV кавалерийская дивизия турок пыталась с фланга нанести удар по группе Трикуписа и целый день сдерживалась ΙΙ/26 батальоном майора Д. Папаянниса. В 17:00 турки предприняли генеральную атаку против всей линии обороны ΙΧ дивизии. Командиры батальонов и рот один за другим погибали или выходили из строя после тяжёлых ранений и их подразделения начали отступать.
Все офицеры 3/40 полка эвзонов майора Г. Папастергиу были выведены из строя, за исключением одного только младшего лейтенанта. То же самая картина наблюдалась и в ΙΧ кавалерийском полуэскадроне В. Боволетиса. Однако горная артиллерия дивизии (батарея ΙΧα капитана В. Спиро́пулоса и ΙΧβ майора Г. Филико́са) осталась на своих позициях и огнём с дистанций от 100 до 400 метров сумела сдержать противника и дала время пехоте перегруппироваться.
Был получен приказ контратаковать. Контратаку возглавил командир 26 го пехотного полка подполковник Д. Калягакис. В контратаке приняли участие единственный резервный батальон II корпуса армии (Ι/26 пехотный батальон майора Ангелоса Вуцинаса), части разбитого 11-го пехотного полка и курсанты училища офицеров-резервистов из Карахисара, под командованием подполковника Д. Николареоса. Контратака временно сдержала и вернула порядок в расположении греческих частей. Однако смертельные ранения командира 26-го пехотного полка и добровольно сменившего его в контратаке командира ΙV батареи Афанасия Пурнараса, вновь поколебали греческие части.
Новая мощная турецкая атака отбросила назад части ΙΧ дивизии в полном беспорядке. В этот критический момент вмешалась ΙΙ/Α’ батарея полевой артиллерии майора Ксантакоса, чьи кони галопом доставили орудия на поле боя. ΙΙ/Α’ батарея расположилась рядом с 3 батареями дивизии и батареей ΙΙ/Β’ полевой артиллерии капитана К. Пападо́пулоса. Артиллерийские батареи, без прикрытия и защиты пехоты, непрерывным огнём прямой наводкой вынудили турок отступить на 1000 метров к югу. Все дивизии понесли большие потери и были на грани развала. Ослабленная в силу потерь IV греческая дивизия сумела отбить турецкую атаку на позиции Хамуркёй — Имбулак. Сражение продолжалось весь день 29 августа, с тяжёлыми потерями с двух сторон. IX греческая дивизия продолжила свой марш на запад и ночью, под непрерывным огнём турецкой артиллерии, собралась в районе села Хамуркёй, вместе с другими силами группы Трикуписа и тысячами следовавших с группой греческих и армянских беженцев.
Группа Трикуписа была не в состоянии открыть дорогу на Думлупынар или установить контакт с Группой Франгу. Турецкие силы также были не в состоянии уничтожить Группу Трикуписа, несмотря на то что они окружили её своими II, IV, V и VI корпусами. Однако для частей Трикуписа обстановка с каждым часом ухудшалась. Снабжение боеприпасами и продовольствием становились всё более недостаточными. Достаточно сказать что некоторые части остались без патронов и были вынуждены использовать огонь артиллерии, чтобы отгонять турецкую кавалерию. Потеряв время из-за приказа отступать «шаг за шагом», в 23:00 29 августа, голодные и сильно потрёпанные части Группы Трикуписа, сумели прорваться и начали марш к Чалкёю (Çalköy), который как они полагали удерживался малыми турецкими силами.
Отход начал принимать форму беспорядочного бегства. Одновременно XII греческая дивизия успешно отошла при содействии 33-го и 43-го пехотных полков, прервавших наступление турецких V пехотной и I кавалерийской дивизий и нанеся им значительные потери. Греческие части в значительной мере уже потеряли свой порядок, и ночной марш усугублял смешение частей. Греческая V дивизия заблудилась и потеряла контакт с Группой Трикуписа, но батальон 2-го полка ΧΙΙΙ греческой дивизии, под непосредственным командованием полковника К. Цакалоса оказывая ей поддержку, отбил атаку турецких сил против её флангов.
Тем временем Группа Франгу 29 августа удерживала 20 км фронт вокруг Думупынара.
Её позиции были атакованы I турецким корпусом и правый фланг был прорван. С тем чтобы оставить открытым окно надежды Группе Трикуписа для отхода к Думупынару, Франгу приказал своему левому флангу удержать позиции любой ценой. Арьергард Группы Франгу оставался на позиции Хасан Деде Тепе.
Группа Франгу заняла позиции восточнее Ушака, прикрывая железную дорогу. Здесь вся тяжесть в отражении турецких атак пала на 34-й полк И. Пицикаса.
Прибыв в Чалкёй Трикупис произвёл совещание с командирами своих дивизий, которые предложили чтобы Группа продолжила движение в западном направлении через ущелье Аливеран к Баназу. Трикупис отклонил предложение и приказал продолжить движение на юг к Думлупынару. Однако получив рапорт, что боевой состав Группы уменьшился до 7 тыс. пехотинцев, 80 кавалеристов и 116 орудий, в то время как в её состав входили 10 — 15 тыс. безоружных солдат, а также беженцы, при полном отсутствии боеприпасов и продовольствия, Трикупис дал новый приказ следовать через Аливеран к Баназу. Но было потеряно драгоценное время. Ночью 4 эвзона из отряда Пластираса, под командованием ефрейтора Караманоса, пробрались через расположение турок в штаб I дивизии, информируя Трикуписа о наличии горной тропы, по которой Группа могла ночным маршем выйти из окружения. Однако Трикупис, вместе с генералом К. Дигенисом отказались от предложения и информировали что идут к Баназу.

## Аливеран
Термин «Сражение при Думлупынаре» употребляется в турецкой историографии, но в греческой историографии встречается крайне редко.
Для греческих историков есть «Аливеран» (Alıören) и события до и после «Аливерана». Греческий историк Д. Фотиадис пишет, что Аливеран это «Седан» греческой армии и, будучи малоазийским греком и участником похода, добавляет, что это «место бойни наших сил» и «место где были похоронены все наши надежды, вместе с тысячами бойцов». В турецкой историографии сражение 30 августа именуется «Сражением главнокомандующего», (Başkumandanlık Meydan Muharebesi) поскольку оно происходило на глазах у Кемаля, наблюдавшим за ходом сражения из укрытия в 6 км от ущелья Аливерана. В действительности термин сражение при/в Аливеране не совсем верно характеризует событие: это был расстрел турецкой артиллерией скопления греческих солдат и гражданского населения.
Ущелье Аливеран находится в узкой продолговатой долине у отрогов Мурат Дага. К северу располагается гора Ак Бурун (1260 м), к югу Хасан Деде Тепе (1480 м), к западу село Капса. Истощённые маршем и голодом, части Группы Трикуписа, будучи не в состоянии продолжать марш на запад в темноте, скопились в ущелье Аливерана. Когда эта информация была получена Кемалем, в ночь с 16 на 17 августа он приказал своей I и II армиям, а также V кавалерийской группе окружить ущелье и ликвидировать Группу Трикуписа. На рассвете 30 августа Кемаль оставил свой штаб в Ак Хисаре и перешёл в артиллерийский наблюдательный пункт в Зафер Тепе (как он именуется сегодня) около Салкёя, в 6 лишь км от центра боя, в то время как Хадзианестис, как неоднократно упоминается греческими историками, изучал место боя на картах, находясь в 420 км от поля боя.
Из вошедших в ущелье 20-25 тысяч человек, только 7 тысяч были боеспособны, остальные были невооружённые солдаты из вспомогательных частей, раненные и гражданское население, бежавшее из своих сёл во избежание турецкой резни.
К полудню Трикупис приказал своим силам продолжить марш к Думлупынар, не подозревая что он был уже окружён
Внезапно вся тяжёлая турецкая артиллерия начала с юга обстреливать это узкое пространство в форме подковы, где в его основании около 20 тыс. безоружных из вспомогательных греческих частей, вперемежку с женщинами и детьми, безуспешно искали возможность выйти из ущелья, ещё больше осложняя действия армейских частей.
На выходе из ущелья встала XIV турецкая кавалерийская дивизия, против которой Трикупис бросил пехотный полк, но после того как турецкие кавалеристы получили подкрепления, был дан приказ дожидаться темноты, для совершения прорыва.
И только на входе в ущелье, где «встала насмерть героическая ΧΙΙI дивизия», в которую входил 2-й полк Константина Цакалоса, шло настоящее сражение.
Экономя боеприпасы, солдаты дивизии подпускали турок на 100 метров, после чего были вынуждены идти в непрерывные штыковые контратаки.
2-й полк Цакалоса занял позиции у Кючук Ада-тепе, обороняя окружённую группу с юга против IV турецкого корпуса.
Под непрерывным артиллерийским огнём, держа оборону на неподготовленных позициях и со скудными боеприпасами, 2-й полк отразил все турецкие атаки. Цакалос верхом непрерывно объезжал позиции полка, воодушевляя своих солдат.
Один за одним, греческие офицеры поднимали своих солдат в вынужденные штыковые контратаки — на верную смерть.
Первым был майор Мацукас. Вторым стал майор Влахос, который оставил свой батальон, и повёл в штыковую атаку солдат соседнего батальона, который до его прибытия был готов к разложению.
Цакалос возглавлял своё новое подразделение, многих офицеров и унтер-офицеров которого он ещё плохо знал. Он вёл солдат в штыковую восклицая «Гоните собак, вперёд за мной» и в очередной раз обращал турок в бегство.
К востоку от позиций полка Цакалоса, вела свой последний бой рота курсантов, срочно прибывшая на фронт за неделю до этих событий.
2-й полк Цакалоса контролировал 2 холма, которые вместе с «Лесистым холмом» господствовали над дорогой ведущей в ущелье.
На замену убитых офицеров, Цакалосу были посланы 3 офицера, один из которых струсил и чуть было не увлёк в бегство своих подчинённых.
Цакалос, спасая ситуацию, бросился в атаку под развёрнутым флагом с горсткой солдат своего резерва, увлекая тем самым и поколебавшихся было солдат. Турки были вновь отброшены. Но в ходе контратаки, снарядом ему оторвало ноги. Он попросил чтобы его прислонили к скале, чтобы он мог наблюдать за своей частью. Цакалос знал, что смерть близка и единственным его вопросом был «Как идёт бой». Получив ответ «Мы победили, турки бегут», он выговорил фразу «умираю счастливым».
Полковник Цакалос умер вечером 17 августа. Вскоре 6 турецких дивизий обрушились на надломленные греческие силы, в то время как с востока новые турецкие батареи начали артиллерийский бараж. Греки отчаянно сопротивлялись, в то время как турецкая артиллерия начала обстрел и с севера, с безопасной для них дистанции Греческие батареи замолкли одна за другой. Немногие успевшие укрыться греческие орудия, отвечали туркам, чьи снаряды практически все наверняка достигали целей. Люди, животные, автомобили, повозки взлетали на воздух. Героическими усилиями греческие части удерживали единственный остававшийся западный выход из ущелья. Некоторые полки исчерпали свои патроны и были вынуждены собирать их у убитых и раненных. Уже с 16:00 ни одна точка в ущелье не обеспечивала укрытия. Единственной надеждой оставалась ночь :Попытка прорыва с дневным светом была самоубийством.
Историки греческого генштаба отмечают инициативу предпринятую до наступления темноты командиром 14-го полка полковником И. Котуласом. И. Котулас был ранен за день до этих событий в бою у Хамур-кёя. Несмотря на ранение, он решил проявить инициативу и не дожидаться наступления темноты. Развернув полковое знамя, вместе с полковым священником, он собрал солдат своего полка, укрывавшихся от непрерывного артобстрела, и верхом возглавил их атаку на высоту 1140. Высота была взята, но плотный артиллерийский и пулемётный огонь делал невозможным пребывание на ней, после чего солдаты полка отступили в беспорядке.
Этот беспорядочный отход увлёк и находившихся в ущелье конюхов полевой артиллерии, которые освободив коней от орудий и повозок, верхом бросились галопом на запад. За ними последовали и погонщики мулов.
Однако героическое сопротивление 2-го полка полковника Константина Цакалоса и других частей ΧΙΙI дивизии дало возможность, с наступлением ночи, тысячам солдат Группы Трикуписа и беженцев вырваться из котла.

### Итог Аливерана
С наступлением ночи турецкая артиллерия прекратила обстрел, опасаясь поразить свои войска, уже спускавшиеся в ущелье и приблизившиеся к греческим частям.
Тогда все оставшиеся в живых, оставив орудия, грузовики, санитарные автомобили, бросились к выходу из ущелья.
В узком западном выходе столпились тысячи солдат и беженцев.
Трагедия Аливерана достигла апогея. Из раненных только способные ходить пытались следовать за колонной уходящих. Остальные остались лежать на земле. Некоторым посчастливилось умереть той же ночью.
О судьбе оставленных раненных можно только предполагать.
Согласно турецким рапортам, более 2,000 убитых греков были найдены на следующий день на поле боя, не считая раненных, «которые умерли позже в результате своих тяжёлых ран».
Расстрел Группы Трикуписа в ущелье Аливерана, согласно греческим историкам, «стал венцом пятидневного наступления турок».
В результате разгрома Группы Трикуписа, с одновременной утратой стратегических возможностей Группой Франгу, необходимость эвакуации греческой армии из Малой Азии становилась всё более очевидной.

## К пленению Трикуписа
Вырвавшиеся ночью из ущелья части и гражданское население разбились на две ещё соблюдавшие дисциплину колонны — колонну генералов Трикуписа и Дигениса и колонну полковника Каллидопулоса и генерала Димараса.
Каждая из них выбрала различные направления.
Поскольку карты ничем не помогали, они безуспешно искали местных проводников, но турки бежали из своих сёл.
Колонна Калидопулоса — Димараса, насчитывавшая 1500 солдат и 82 офицеров, шла без остановки две ночи и два дня, до 19 августа включительно.
Офицеры и солдаты, голодные и бессонные, по выражению Д. Фотиадиса, «физически и морально были трупами».
К 16:00 колонна была окружена турецкой кавалерией в горах Мурат Дага.
Два комдива и их штабы приняли решение, что не остаётся ничего другого как сдаться.
Были посланы два парламентария, но турки убили одного из них, капитана Стаматакиса.
После чего Каллидопулос дал приказ «сопротивляться до смерти».
Но колонна отказалась исполнять приказ и к 20:00 её солдаты сдались.
Однако полковник И. Котулас, герой сражений при Сакарье и Аливерана, во главе своего 14-го полка отказался сдаваться и вырвался с боем из окружения. Два батальона других полков дивизии, I/41 и III/41, также не приняли решение комдива сдаваться и, прорвав окружение, временно присоединились к получившей в силу своей дисциплины и стойкости прозвище «Железная дивизия», I дивизии А. Франгу.
21 августа 14-й полк и два батальона соединились в городе Ушак и вновь образовали XII дивизию, под командованием И. Котуласа.
И. Котулас провёл воссозданную дивизию через города Филадельфия, Салихлы, Маниса, Кочаба, Нимфео и вышел к полуострову Эритрея, после чего из Чешме переправил дивизию на греческий остров Хиос.
Небольшая группа (не более роты) солдат из разгромленной IV греческой дивизии, ведомая майором Г. Цолакоглу, днём раньше отказалась следовать за колонной Калидопулоса, в силу разногласий Цолакоглу и Калидопулоса.
Майор Цолакоглу повёл свою группу другой дорогой и успел утром 19 августа выйти к Ушаку и соединиться с группой Франгу, за несколько часов до отхода Группы Франгу из города.
Уже в звании генерала, Г. Цолакоглу прославился в греко-итальянскую войну 1940—1941 годов, но замарал свою славу сотрудничеством с немцами в годы оккупации (1941—1944), став первым премьером оккупационного правительства.
Марш колонны Трикуписа — Дигениса был также трагическим.
Без проводников, еды и боеприпасов колонна Трикуписа потеряла дорогу и скиталась в горах Мурат Дага духовно разбитая и физически истощённая, сопровождаемая греческими и армянскими беженцами.
20 августа марш колонны замедлился и, согласно записям Трикуписа, «едва стоящие на ногах, солдаты скорее всего плелись, а не шли»:184.
Когда колонна дошла до сёл Бугаяп и Оёчук, Трикупис узнал от старцев турок, что Ушак, к которому они шли, был занят турками в предыдущий день и что перевал, который Пластирас удерживал до последнего, был оставлен им двумя часами ранее.
Я. Капсис пишет, что Трикупис, в очередной раз принял ошибочное решение и не решился на прорыв.
Комдив IX дивизии П. Гардикас безуспешно уговаривал Трикуписа идти в штыковую и прорываться через горный проход.
Трикупис не решался. Однако полковник П. Гардикас был полон решимости. Не сумев убедить Трикуписа и его штабистов опрокинуть вставших на проходе турок штыковой, Гардикас верхом на коне и с криком «вперёд девятая, идём к Пластирасу» возглавил атаку (остатков) своей дивизии, прорвал турецкие кавалерийские заслоны, прошёл через массив Мурат Дага и вышел на дорогу Чендеш-Ушак. IX дивизия Гардикаса избежала пленения.
Основная колонна Трикуписа остановила марш и Трикупис приказал занять позиции для обороны «до последнего».
Однако солдаты отказались исполнять приказ. По выражению Д. Фотиадиса, «они уже духовно и физически были трупами, а трупы не воюют».
Трикупис собрал своих офицеров, заявив им, что в создавшейся обстановке «любое сопротивление будет бессмысленной жертвой», приказывая им сдаться.
После речи Трикуписа майор Влахос и несколько других офицеров от стыда сорвали свои погоны. Более резкой и существенной была немедленная реакция подполковника Афанасия Сакетаса из штаба XII дивизии, который счёл предложение/приказ о сдаче оскорблением его офицерской чести.
Вскочив на коня, Сакетас в одиночку бросился против окруживших Группу Трикуписа турок, с надеждой если не прорваться, то на достойную офицера смерть.
Зарубив несколько турок он был пристрелен при этой попытке.
Трикупис дал приказ поднять белый флаг.
Генералы Трикупис и Дигенис и их штабисты сдались.
В истории современной греческой армии до того не было сдавшихся неприятелю офицеров такого ранга.
Число сдавшихся солдат и офицеров Трикуписа, по разным источникам, колеблется около 4 тыс. человек.
В числе солдат были и малоазийские греки, многие из которых предпочли покончить жизнь самоубийством, зная что им уготовано турками.
Судьба греческих и армянских беженцев шедших с Группой Трикуписа — отдельная тема.
Малоазийской экспедиционной армии как таковой фактически уже не было, но правительство в Афинах, в поисках алиби сместило 23 августа Хадзианестиса с его поста и назначило главнокомандующим Трикуписа, который за 2 дня до этого был уже в плену.
Трикупис узнал о своём назначении от Кемаля:184.

## Арьергардные бои
Группа Франгоса, шаг за шагом, отходила на запад, а за ней, меняя свои позиции, следовал арьергард Группы, «Отряд полковника Н. Пластираса» (5/42 полк эвзонов).
Со своих новых позиций на горе Ак Таш северо-восточнее Филадельфии, эвзоны Пластираса видели как многотысячные турецкие колонны пытались окружить Группу Франгу, в надежде вынудить и её к сдаче.
В штаб Пластираса прибыл гонец от комдива VII дивизии, полковника Курусопулоса, который информировал, что подвергается атаке превосходящих сил и просил занять перевал Ак Таша, чтобы прикрыть его левый фланг. Однако Пластирас не стал торопиться с занятием перевала, считая что у него появилась возможность повторить свой триумф при Асланаре.
Только после того как он убедился, что разведывательные группы турок достигли перевала, а затем вернулись доложить Февзи-паше, что перевал свободен, он дал приказ своим эвзонам занять перевал и укрыться.
Турецкая колонна начала своё продвижение к перевалу по дороге. В голове колонны шли 500 всадников, уверенных что перевал свободен и не принимавших мер предосторожности.
Внезапный огонь эвзонов ошеломил турок. Огонь двух греческих горных орудий не отгонял турецких всадников, а предотвращал их отступление.
Перебив турецких кавалеристов эвзоны Пластираса бросились в штыковую атаку и обратили в бегство три турецкие дивизии (!). Деморализованные турки до вечера не решались приблизиться к перевалу. Я. Капсис пишет, что это была своего рода месть за расстрел группы Трикуписа в Аливеране. На следующий день группа Франгу отошла к Филадельфии. Тысячи греческих и армянских беженцев собравшихся в городе мешали частям создать элементарную линию обороны города.
23 августа, пытаясь обеспечить эвакуацию разрозненных греческих частей и беженцев и удерживая железнодорожную станцию в городе Салихлы, Отряд Пластираса был блокирован в городе двумя турецкими кавалерийскими дивизиями и городскими иррегулярными группами кемалистов.
Бой в Салихлы стал единственным боем регулярных соединений на улицах какого либо города в истории Малоазийского похода и, одновременно, одной из последних греческих побед в этой войне. Несмотря на ограниченные масштабы боя, победа 5/42 гвардейского полка эвзонов полковника Пластираса в Салихлы 23 августа позволила отступающим греческим частям и беженцам без особых препятствий со стороны турок продвинуться к Эритрейскому полуострову.
На следующий день, 24 августа, замалчивая своё фиаско с Трикуписом, правительство спешно назначило командующим Малоазийской армии генерал-лейтенанта Г. Полименакоса.
Это было естественное, но запоздалое назначение.
Генерал Полименакос, бывший командир III Корпуса, в мае 1922 года, после отставки А. Папуласа, был в числе трёх кандидатов на его пост, вместе с генералом Александросом Кондулисом. Но монархистское правительство, не доверяя политическим взглядам Полименакоса, назначило на этот пост Г. Хадзианестиса, по выражению Т. Герозисиса «самого ненавистного в армии офицера». В июне, до начала турецкого наступления, Полименакос подал в отставку, выражая своё несогласие с правительством в ведении войны.
В тот же день, 24 августа, другой отряд группы Франгоса, «Отряд полковника Луфаса», занял высоты у Бин-Тепе, прикрывая силы отходящие к Касаба. Отряд Луфаса подвергся мощной атаке, но удержал свои позиции, дав возможность отходящим силам создать 25 августа временную линию обороны в Касамба, в непосредственной близости к Смирне.
Но у правительства не было никаких планов обороны Смирны. К тому же, за два года своего пребывания у власти, правительство монархистов не предусмотрело создания какой либо элементарной линии обороны вокруг города.
Склонный к теории заговора, историк Я. Капсис пишет, что правительство монархистов с апреля 1922 года уже готовило оставление Малой Азии, но при этом не разрешало отъезд населения в Грецию, отказывалось выдать населению оружие и не разрешало возвращение в Малую Азию офицеров венизелистов.
Однако остаётся фактом, что 30 июля 1922 года, правительство, предвидя прорыв фронта, провело в парламенте закон 2870 «о запрещении нелегальной перевозки лиц и групп в греческие порты из-за границы» и наказывало капитанов нарушавших его. С началом турецкого наступления губернатор Смирны Стергиадис информировал служащих администрации округов быть готовыми к отъезду. При этом он инструктировал их держать информацию в секрете и препятствовать бегству населения, чтобы не создавать наплыв беженцев в Греции.
У правительства не было иллюзий в том что кемалисты продолжат геноцид греческого населения, но правительству, как и десяткам тысяч беженцев скапливавшихся в Смирне, не оставалось ничего другого как надеяться, что кемалисты не посмеют приступить к резне населения на виду союзных эскадр, стоявших на рейде города.
Полименакос не имел ни приказа, ни времени, ни достаточных сил для организации линии обороны вокруг Смирны. Смирна осталась открытым городом.
Полименакос даже не имел приказа закрепиться на Чесменском полуострове, чтобы использовать этот плацдарм в целях будущих переговоров.
По сути генерал Полименакос успел издать один единственный приказ о эвакуации армии из Малой Азии.
Франгос провёл свою «Группу» к Чешме, где её части были погружены на корабли и переправлены на острова Хиос и Лесбос.
Последний и победный для греческого оружия бой 5/42 гвардейского полка эвзонов Пластираса состоялся 28 августа 1922 года у села Ставро́с (тур. Зегуй). Прикрывая посадку последних частей на корабли, эвзоны Пластираса разгромили рвавшихся к Чешме турецких кавалеристов и поставили свою, победную, точку в печальном исходе Малоазийского похода.
Сегодня на этом месте турки установили памятник своим 147 погибшим кавалеристам.

### Отдельная дивизия
Особого упоминания достойна героическая греческая «Отдельная дивизия», чей 17-дневный 630-километровый переход из западной Малой Азии к Эгейскому морю, с боями по территории уже занятой турецкими войсками, греческая историография сравнивает с «Отступлением десяти тысяч» из «Анабасис» Ксенофонта:186.
«Отдельная дивизия» была одной из тех отборных греческих частей, которой, согласно «бредовому плану» Хадзианестиса предстояло занять Константинополь, но в конечном итоге она была переброшена на северо-запад Малой Азии.
В августе 1922 года дивизии было приказано маршем пройти в распоряжение II корпуса, но 31 августа дивизия обнаружила что она находится в тылу наступающей турецкой армии.
Развернувшись на запад и сохраняя боевой порядок, дивизия, после непрерывных боёв против многократных турецких сил в течение 17 дней, пробилась к Эгейскому морю и отбила у турок прибрежный Дикили, уже после того как южнее турки также вышли к морю, сожгли Смирну и устроили резню христианского населения города.
С дивизией к морю вышли до 4 тысяч греческих и армянских беженцев из городов Геленбе, Кыркагач, Пергам, которые вместе с дивизией были успешно эвакуированы на греческий остров Лесбос.

### Отход III корпуса и эпизод XI греческой дивизии
События вокруг III греческого корпуса не связаны прямым образом со сражением при Думлупынаре, но являются его следствием.
В силу протяжённости фронта, только треть Малозийской армии приняла участие в отражении турецкого наступления и то не одновременно.
Судьба Малой Азии была решена борьбой только 3 греческих дивизий (Ι, IV и VΙΙ), находившихся на линии удара. Из 12 дивизий греческой Малозийской армии 8 не приняли участие в начальном отражении наступления и были вовлечены в бои постепенно, при отступлении. 1 сентября, лишь через 6 дней после начала турецкого наступления, и сдачи Трикуписа, Хадзианестис «вспомнил», что на северном участке фронта находился III Корпус армии, который без его приказа остался безучастным наблюдателем сражения на юге.
Одним из последних приказов до своего смещения, Хадзианестис приказал III Корпусу отходить на север, к портам Мраморного моря.
III корпус генерала П. Сумиласа (III, X, XI дивизии) был вне событий. Из трёх его дивизий XI дивизия была наиболее изолированная и отдалённая от фронта и контролировала регион Киоса.
Лишь прикреплённая к III корпусу «Отдельная дивизия» 16 августа передала свой 52-й полк корпусу и начала свой рейд по тылам наступающей турецкой армии.
В ночь с 18 на 19 августа III корпус оставил Эскишехир, разрушая склады и железнодорожную линию. В марше корпуса к морю, и зная что его ожидает, за ним последовало христианское население региона.
Изолированная географически XI дивизия начала отход с опозданием в 4 критических, как оказалось впоследствии для её судьбы дня, 22 августа.
III и X дивизии в ходе своего отступления сумели сдержать турецкое наступление на высотах Ковалджи, а затем, 23 августа, прорвали турецкую «оборонительную» линию Бурсы, и вышли к Мраморному морю.
XI дивизия была вынуждена дать бой за железнодорожный узел Каракёй и порт Гемлик.
Эти бои дали время христианскому населению региона для бегства и спасения.
Для эвакуации корпуса регион располагал портами Муданья, Гемлик и Панормос.
Панормос находился на расстоянии 90 км, но располагал бо́льшими возможностями нежели ближайшие Муданья и Гемлик, учитывая то, что и после уничтожения своей материальной базы, корпус перевозил с собой тысячи тонн снабжения.
Было принято решение посадки в Паноромос и Артаки. Последний находился на полуострове Кизика, узкий перешеек которого можно было оборонять малыми силами. 27 августа, в день вступления турок в Смирну, был получен приказ посадки на суда.
В тот же день, отряд полковника Зираса отразил атаку турок у Муданьи. Встретив возражения французских властей вступить в город, 28 августа отряд Зираса, вместе с приданным XI дивизии 52-м полком обошли город с запада и соединились с III и X дивизиями корпуса.
Однако в тот же день, XI дивизия отступавшая севернее Бурсы в труднодоступных горах, потеряла контакт с III корпусом.
Тем временем турецкие кавалерийские части вклинились в брешь между XI и X дивизиями и окружение первой стало вопросом времени. Связь XI дивизии с корпусом по рации стала невозможной, в силу радиопомех, создаваемых французскими военными кораблями стоявшими в Муданья.
На подходе к Муданья комдив XI дивизии Н. Кладас, встретил сотню французских вооружённых моряков, возглавляемых майором французской армии, который заявил, что французские власти не разрешают ему вступление в город.
Подтверждая поворот французской политики по отношению к своему бывшему и номинально ещё союзнику, Д. Хортон приводит заявление французских офицеров что «мы, почти все, на стороне кемалистов и против англичан и греков».
Хортон и историк В. С. Дэвис (William Stearns Davis, 1877—1930) свидетельствуют, что наступление турецкой армии в августе 1922 года в Вифинии, то есть в районе действия XI дивизии, было произведено с использованием французских боеприпасов и при участии французских советников, несмотря на то, что в апреле 1920 года турки «вероломным образом» вырезали французский гарнизон в Урфе.
Он же пишет, что на Францию должен быть возложен позор и ответственность за резню греческого и армянского населения региона.
Между тем, следовавшие с дивизией, 25 тыс. христианских беженцев стали просачиваться в город, надеясь на защиту французского флага.
Кладас оставался нерешительным и впоследствии обвинялся своими солдатами, что в этот момент любой ефрейтор командовал бы дивизией лучше чем Кладас, что как минимум он (ефрейтор) повернул бы дивизию западнее, к Панормос.
Другие пишут, что непонятно чего Кладас испугался — 100 моряков, которых без особого труда можно было опрокинуть и при необходимости направить орудия дивизии против 2-3 французских военных кораблей.
Сегодня немногие голоса пытаются оправдать Кладаса и только в этом последнем предположении, считая, что кроме политических последствий, он не мог вступить в столкновение с (бывшими) союзниками, в то время как беженцы искали защиту французского флага.
Посланный Кладасом в штаб корпуса капитан Х. Стамателос, был перехвачен турками и зверски убит.
Кладас ждал ответа из штаба корпуса, медлил с принятием решения, пока капеллан дивизии не заявил ему, что наступают моменты когда следует принимать мужественные решения. Кладас принял наконец решение, застрявшая в Демир Таше дивизия тронулась в путь только утром 29 августа. Но было уже поздно.
Блокированная на равнине перед Муданья, XI дивизия стала обстреливаться артиллерией XIX турецкой дивизии. 30 августа Кладас послал своего начальника артиллерии к французам, через которых согласовал условия сдачи дивизии туркам. Однако половина состава дивизии, включая 400 черкесских кавалеристов, воевавших на стороне греческой армии, отказались следовать за комдивом, последовали за начальником штаба майором Николаосом Стасиосом, и успешно прорвались к Панормос. С Кладасом осталось не более 4 тыс. солдат и офицеров. Но и из оставшихся с Кладасом, многие офицеры и рядовые отказались сдаваться и стали группами просачиваться или пробиваться через турецкие линии. Те из них, что выбрались в Муданья были арестованы французами и переданы туркам. Туркам передавались и те немногие солдаты сумевшие вплавь добраться до французских кораблей на рейде города.
Остальные две дивизии корпуса и половина состава XI дивизии успешно эвакуировались через Панормос и Артаки в Восточную Фракию. Подводя итог действиям Кладаса, генерал Спиридонос пишет: «III корпус армии располагал лучшей из всех наших дивизий, „Отдельной дивизией“ и наихудшей из всех прочих, XI дивизией, которая под бессмысленным командованием и разложенная была сдана врагу….».

## Последствия сражения при Думлупынаре
Победа кемалистов при Думлупынаре ознаменовала начало событий, которые освещаются диаметрально противоположно турецкой и греческой историографией. Для турок это «Освобождение Измира» (İzmir'in Kurtuluşu), для греков это Резня в Смирне и Малоазийская катастрофа. При всей несовместимости этих позиций, не подлежит сомнению, что это были самые кровавые события той войны. Причём эти события не связаны прямым образом с военными действиями и произошли после эвакуации греческой армии.
Греческое продвижение на восток в течение 3 лет носило чисто военный характер и, в меру возможного, не коснулось гражданского населения, а отношения между греческим и турецким населением на занятой греческой армией территории имели относительно мирный характер. Согласно Д. Хортону, «поверхностная идиллия нарушалась убийством 2-3 греческих чиновников». Напротив, турецкое наступление означало начало широкомасштабной этнической чистки. Подтверждением этого является тот факт, что, по разным оценкам, за всю войну греческая армия потеряла убитыми 25-50 тыс. человек, в то время как потери греческого гражданского населения несоизмеримы с этими цифрами и колеблются между 600—700 тыс. человек убитыми.
После Думлупынара и ухода армии из города греческая администрация пыталась организовать цивилизованную передачу власти.
Вступление турок в город ожидалось 9 сентября. Греческие жандармы продолжали патрулировать на улицах, соблюдая порядок. Д. Хортон пишет, что они заслужили доверие всех жителей Смирны. Некоторые дипломаты просили союзного комиссара оставить жандармов, до принятия власти турками, под гарантию союзников
Хортон принял митрополита Смирны Хризостома и сопровождавшего его армянского митрополита за несколько часов до его кончины. «Тень смерти лежала на его лице». Иерархи не вели разговор о нависшей над ними опасности, их интересовало только, если можно что-либо сделать для спасения жителей Смирны. Хризостом отказался покинуть город, как ему советовал католический митрополит, и отказался от убежища в консульстве Франции говоря: «Я пастырь и моё место вместе с моим стадом».
Он отправился в сопровождении турецких солдат в мэрию, где командующий I армии кемалистов Нуреддин-паша отдал его на растерзание черни. Дакин пишет, что «митрополит Хризостом не выжил, чтобы увидеть печальные последствия французской и итальянской дипломатии. Он умер мучеником, от пыток Нуреддина».
Согласно Д. Хортону, «Кемаль был полон решимости искоренить навсегда христианское население Малой Азии. Согласно его плану, город должен быть подвергнут резне, начиная с армян, что, согласно Хортону, „доставляет особенное удовольствие туркам“. После чего (греческий) город должен быть сожжён и всё его мужское население отправлено маршами смерти вглубь Азии».
Последние греческие солдаты ушли из города 8 сентября. Пожар в Смирне, при благоприятном для турок ветре, начался с армянского квартала 13 сентября, что означает, что город был в руках турок целых 5 дней до начала пожара. До 5 тыс. человек армянского населения, включая и тех что служили в греческой армии, заперлись в церкви Св. Стефана и не сдавались. Храм был подожжён турками, все выходившие из него расстреливались. После чего сожжению подверглись все греческие церкви, включая символ православной Смирны, церковь Св. Фотини, как и весь греческий город.
Последовавшая резня происходила на виду союзных кораблей, стоявших на якорях в нескольких сотнях метров от набережной, при том что «взрыв одного холостого снаряда, выпущенного с них на турецкий квартал, отрезвил бы турок». Хортон пишет, что только одно событие может сравниться с разрушением Смирны и истреблением его христианского населения: разрушение Карфагена римлянами. Но в Карфагене не было христианских кораблей, наблюдавших безучастно за резнёй, в то время как одного холостого выстрела было бы достаточно чтобы прекратить резню.
Он пишет, что вынес с собой из Смирны чувство стыда, что принадлежит человеческому роду.
Адмиралы цивилизованных сил не только наблюдали безмятежно за резнёй, но командующий французской эскадры извинился за задержку на банкет Нуредина, «по причине того, что пропеллер его катера был заблокирован плавающими трупами». Когда речь идёт о резне в Смирне, это касается не только жителей города. Сюда стеклись десятки тысяч беженцев со всей Ионии, в надежде на то, что турки не посмеют начать резню под дулами орудий союзных кораблей.
Церкви, школы, стадионы были переполнены. При всём своём отчаянии они надеялись, что стоявшие в бухте английские, французские и американские корабли не допустят резни.
Консульство США докладывало, что только армян было убито 25 тыс., число убитых греков превысило 100 тыс..
Хортон пишет, что согласно докладу Лиги Наций, число погибших в последовавших маршах смерти, среди которых были не только мужчины, но и женщины и дети, превышает 50 тыс., что согласно Хортону является консервативной оценкой. Резня в Смирне и регионе была не только истреблением коренного греческого населения, но и грабежом и вандализмом православных и армянских церквей и кладбищ. Существует мнение, что «Резня в Смирне была бо́льшей трагедией, нежели падение Константинополя в 1453 году. При всех зверствах осман Мехмед II не позволил сжечь Константинополь и Храм Святой Софии».
Я. Капсис пишет что там, с окровавленных берегов Ионии, а не с концлагерей Аушвиц и Берген-Бельзен ведёт свой отсчёт холокост евреев. Он же пишет, что «реформатор современной Турции был учителем Гитлера и Гиммлера».
Резня и разрушение Ионии потрясли мир и вызвали вопросы у общественности Европы и США. Д. Хортон пишет, что одной из умных идей турецких пропагандистов было, что вырезанные христиане были такими же, как и их палачи. То есть 50-50. Теория была привлекательной для англосаксонского чувства справедливости, избавляла соучастников от ответственности и успокаивала сознание.
Однако, как пишет Хортон, риторики Нуредина, о том что каждый турок помнит о убитых в оккупацию 6 тысячах турок, явно недостаточно для теории 50-50. Д. Хортон, будучи консулом США в Смирне, утверждает, что в контролируемом ими регионе греки не совершали массовой резни. Даже греки Фокеи, подвергшиеся резне в 1914 году, не мстили туркам по возвращении в родной город в 1919 году.
Он продолжает, что когда происходила страшная резня, горела Смирна и беженцы наводнили все порты Греции, греческое государство и народ не предприняли никаких актов мести против турок проживавших в стране, «написав одну из прекраснейших и чудесных глав её истории», что было «победой греческой цивилизации на уровне Марафона и Саламина».
То же и в отношения греков к турецким пленным. Хортон пишет, что если бы после резни в Понте и Ионии греки вырезали всех турок в Греции, только тогда можно было бы вести разговор о 50-50. Д. Хортон завершает книгу «Бич Азии» следующей фразой: «Турки не заслужат доверие и уважение цивилизованного мира, пока не покаются искренне в своих преступлениях и не расплатятся за них в той мере, в какой это возможно».
Потери греческой армии в ходе Малоазийского похода (25—50 тыс. убитых по разным источникам) несоизмеримы с потерями гражданского населения (600 тыс. убитых, 1 500 000 изгнанных из своих древних отцовских очагов), в силу чего это событие именуется в Греции Малоазийская катастрофа.
Термин «Освободительная война Турции» оспаривается не только частью греческих историков, но и некоторыми современными турецкими историками. Аттила Туйган в своей работе «Геноцид за мать-родину», включённой в коллективную книгу «Геноцид на Востоке. От Османской империи к нации-государству», пишет: "…Утверждение о том, что турецкая национально-освободительная война была дана против империализма не основано ни на чём. Напротив, как отмечает профессор Танер Акчам, освободительная война «была дана не против агрессоров, но против меньшинств».

## В Греции
Эвакуировавшиеся в Грецию части Малозийской армии восстали в сентябре и низложили короля Константина. Восстание возглавили боевые офицеры отличившиеся в ходе и после сражения при Думлупынаре. Полковник Пластирас стал членом руководства революционного правительства.
Министры правительств монархистов, генерал Хадзианестис, адмирал Гудас и член королевской семьи принц Андрей предстали перед трибуналом, обвиняемые в том, что принесли в жертву национальные интересы, ради личных и партийных интересов и интересов трона. Одним из трёх следователей трибунала стал полковник Луфас, чей отряд после Думлупынара встал перед Смирной, и чья линия обороны так и не была использована. Решением трибунала, который получил имя Процесс шести, пять бывших министров-монархистов (премьеров и вице-премьеров от монархических партий) и генерал Хадзианестис были приговорены к смерти, ещё один министр и адмирал Гудас — к пожизненному заключению, принц Андрей — к 10 годам каторги, впоследствии заменёнными пожизненным изгнанием из страны. Приговор был приведён в исполнение 28 ноября 1922 года. В 2010 году правнук расстрелянного бывшего премьер-министра Протопападакиса добился частичной реабилитации прадеда, а вместе с ним и остальных осуждённых: они были признаны виновными не в государственной измене, а только в преступной халатности.